# Хабиб Вали Мохамад
Хабиб Вали Мохамад (16. јануар 1921 — 4. септембар 2014) био је пакистански певач.

## Биографија
Рођен је у граду Рангун у Мјанмару. Његова се породица касније преселила у Мумбај. Његова породица има велике пословне поседе у Пакистану. Током свог детињства често је слушао музику. Завршио је универзитет у Њујорку, 1947. године, а после је живео у Мумбајиу око 10 година пре него што се преселио у Пакистан. Умро је 4. септембра 2014. године у Лос Анђелесу са 93 године.